# Funivia di Namsan
La funivia di Namsan è una funivia aerea situata a Seoul. Costruita nel 1962, si estende da Hoehyeon-dong (vicino a Myeong-dong) a Yejang-dong, nei pressi della cima del Monte Namsan e della Seoul Tower. È la prima funivia aperta al pubblico in Corea.
Nel giugno 2009 il Governo Metropolitano di Seul ha installato un ascensore, il quale opera dall'ingresso del Namsan Tunnel Three fino alla stazione della funivia. L'ascensore attraversa il pendio di Namsan. Ha una capacità di 20 passeggeri in modo tale da garantire pieno accesso a persone disabili e ad anziani.